# Sphaerosyllis parapionosylliformis
Sphaerosyllis parapionosylliformis är en ringmaskart som beskrevs av Hartmann-Schröder 1962. Sphaerosyllis parapionosylliformis ingår i släktet Sphaerosyllis och familjen Syllidae. Inga underarter finns listade i Catalogue of Life.